# Alex Revell
Pour les articles homonymes, voir Revell.
Alex Revell est un footballeur anglais né le 7 juillet 1983 à Cambridge. Il évolue au poste d'attaquant reconverti entraineur.

## Biographie
Il réalise sa meilleure performance lors de la saison 2010-2011, où il inscrit 13 buts en League One (troisième division) avec le club de Leyton Orient.
Le 1er janvier 2008, il inscrit un triplé en League One avec Brighton & Hove, lors de la réception de Bournemouth (victoire 3-2).
Le 1er janvier 2016, il rejoint les MK Dons. Le 16 avril 2016, à la suite de l'expulsion de son coéquipier, le gardien Cody Cropper, Revell doit le remplacer au poste de gardien de but. Il réussit l'exploit de repousser le penalty de Joe Garner.
Le 14 juin 2016, il rejoint Northampton Town.